# Чикеев, Чымырбай Чикеевич
Чымырбай Чикеевич Чикеев — советский хозяйственный, государственный и политический деятель.

## Биография
Родился в 1907 году. Член КПСС с 1937 года.
С 1917 года — на хозяйственной, общественной и политической работе. В 1917—1966 гг. — батрак, учитель, комсомольский и партийный работник, инструктор, заместитель заведующего, заведующий отделом ЦК КП Киргизской ССР, второй секретарь Тянь-Шаньского обкома КП Киргизской ССР, председатель Тянь-Шаньского облисполкома, министр торговли Киргизской ССР, председатель объединения «Кыргызгалантерея».
Избирался депутатом Верховного Совета Киргизской ССР.
Умер во Фрунзе в 1977 году.